# Ratcliffe-on-Soar
Ratcliffe-on-Soar is een civil parish in het bestuurlijke gebied Rushcliffe, in het Engelse graafschap Nottinghamshire met 141 inwoners.